# Фемістокл
Фемісто́кл, або Темісто́кл (дав.-гр. Θεμιστοκλῆς, 524 до н. е. — 459 до н. е., Магнесія) — афінський політик, стратег, один з лідерів демосу.

## Життєпис

### Ранні роки. Сім'я
Народився в Афінах близько 524 до н. е. Його батьком був Неокл — афінянин зі знатного, евпатридського, але не впливового і не дуже заможнього роду Лікомідів, нащадків героя Ліка, пов'язаний з Елевсінськими містерями. Матір'ю Фемістокла, згідно з Плутархом, була або фракіянка Абротонон, або жінка родом з Галікарнасу Евтерпа. Незалежно від того, з якого міста походила мати Фемістокла, її син був незаконнонародженим. Через це він був дещо обмежений у правах. Зокрема, він міг відвідувати лише
гімнасіон за міськими воротами на Кіносарзі. Уже в дитинстві Фемістокл проявив хитрість, яка знищила одну з відмінностей між незаконнонародженими і повноправними громадянами. Подружившись з дітьми аристократів, він зумів умовити їх займатися гімнастичними вправами в Кіносарзі.
Походження Фемістокла вплинуло й на його громадянську позицію. Більшість афінських знатних родів мали родинні та/або дружні відносини з іншими державами. У Фемістокла подібних прихильностей не було. Він схилявся до опори на внутрішні сили, без укладання тісних союзів з іншими державами. Він прагнув до афінського ізоляціонізму.
У юні роки, під час відпочинку, на відміну від інших дітей, Фемістокл обмірковував і складав промови. У них він або звинувачував, або захищав когось з однолітків. Учитель майбутнього афінського стратега, згідно з Плутархом, припустив: «З тебе, хлопчику, не вийде нічого посереднього, але щось величне — або добре, або зле!».
У юні роки, як повідомляли численні античні автори, Фемістокл вів розпусний спосіб життя. Через це батько навіть позбавив його спадщини. Плутарх підтверджує такі чутки, але спростовує їх. Водночас сам же Плутарх, в кінці свого твору «Фемістокл», розповідає про 10 дітей Фемістокла, з яких тільки троє (Архентол, Полієвкт і Клеофант) були від першої дружини Архиппи.

### Архонтство
У 493—492, 487—486, 483–482 до н. е. обирався архонтом, пізніше — стратегом. Домігся виборів архонтів за жеребом, зниження пасивного виборчого цензу, зміцнив незалежність колегії стратегів. За ініціативою Фемістокла був розбудований афінський порт Пірей, а кількість бойових кораблів збільшена до 200 трієр — на будівництво флоту було спрямоване усе срібло, яке видобували в Лавріонських копальнях. для цього Фемістокл звернувся до мешканців Афін з проханням на один рік добровільно відмовитися від призначених кожному громадянину доходів.
Був одним з організаторів спротиву перській навалі 480—479 до н. е.. Аби спровокував атаку персів, вигідну для греків з точки зору військової стратегії, повідомив перському царю Ксерксу про наміри грецького командування відвести флот з Саламінської протоки. Його вважають батьком перемоги у битві при Саламіні. За порадою Фемістокла Ксеркс швидко залишив Грецію з більшою частиною війська.
Ініціатор створення у 478 до н. е. Делосського союзу — основи майбутньої Афінської архе.

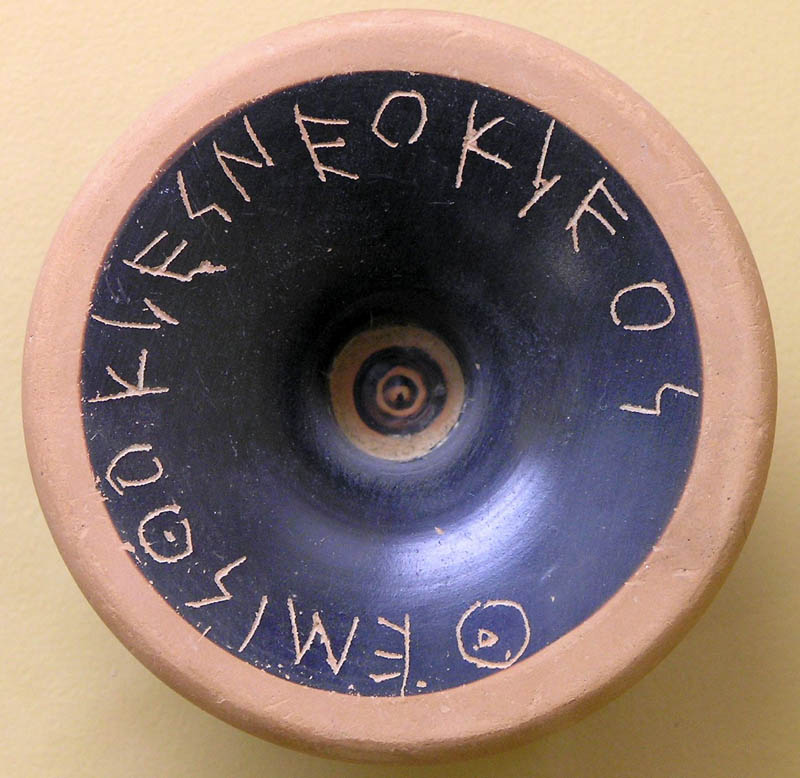
Остракон з написом: «Фемістокл, син Неокла»

У 471 до н. е. зв'язки Фемістокла із персами були викриті та він був висланий з Афін шляхом остракізму. Після поневірянь різними грецькими містами попрямував до двору Артаксеркса I Довгорукого. Цар зробив Фемістокла своїм радником і віддав йому в управління Лампсак і Магнесію.
Помер Фемістокл у Магнесії. За легендою — наклав на себе руки (отруївся, випивши бичачу кров), щоб не брати участь у новій війні персів проти Греції.

## Образ у мистецтві
Давньогрецькому стратегу присвячена однойменна опера Йоганна Крістіана Баха. Події відбуваються в 470 році до н. е. Фемістокл втік з Греції і опинився в Сузах, при дворі перського царя. Опера була написана в 1772 році в Мангеймі.
У фільмі 1962 року «300 спартанців» роль Фемістокла грає Ральф Річардсон.
Також знятий у 2013 році фільм 300 Спартанців: Відродження Імперії роль Фемістокла тут зіграв Салліван Степлтон. Він вийшов на екрани світу 7 березня 2014 року.
Давньогрецькому стратегу присвячені кілька історичних романів, зокрема «Герой Саламіна» Л. Воронкової та «Фемістокл» В. Поротнікова.